# Закшиці (Нижньосілезьке воєводство)
Закшиці (пол. Zakrzyce, нім. Sagschütz) — село в Польщі, у гміні Менкіня Сьредського повіту Нижньосілезького воєводства.
Населення — 101 особа (2011).
У 1975-1998 роках село належало до Вроцлавського воєводства.

## Демографія
Демографічна структура станом на 31 березня 2011 року:
|          | Загалом | Допрацездатний вік | Працездатний вік | Постпрацездатний вік |
| -------- | ------- | ------------------ | ---------------- | -------------------- |
| Чоловіки | 52      | 13                 | 38               | 1                    |
| Жінки    | 49      | 14                 | 29               | 6                    |
| Разом    | 101     | 27                 | 67               | 7                    |